# Pseudocarcinus gigas
Pseudocarcinus gigas (лат.) — один из крупнейших в мире видов крабов. Единственный современный вид в составе рода Pseudocarcinus. Ископаемый вид Pseudocarcinus karlraubenheimeri известен из миоценовых отложений Новой Зеландии.

## Внешний вид и строение
Масса до 13 кг, ширина карапакса до 46 см. Клешни крупные, левая заметно больше правой. Самцы более чем в два раза крупнее самок. Окраска светлая с красными пятнами на карапаксе и верхней стороне клешней. Концы ходильных ног и клешней тёмные. Самки меняют цвет в брачный период.

## Распространение и места обитания
Населяет воды юга Австралии на краю континентального шельфа. Известен один случай, когда самку этого вида поймали у острова Южный, Новая Зеландия. Обитает на глубине 20—820 м, но предпочитает глубины 140—270 м.

## Питание
Pseudocarcinus gigas питается медлительными донными животными: брюхоногими моллюсками, ракообразными и морскими звёздами.

## Размножение
Размножается в июне и июле, а самка носит 0,5—2 млн яиц около четырёх месяцев.

## Pseudocarcinus gigasи человек
Этот вид является ценным объектом промысла.